# República amalfitana

Italia a finales del.

La República Marinera de Amalfi, República de Amalfi o Ducado de Amalfi fue una ciudad-estado independiente de facto, centrada en la ciudad homónima, pero nominalmente dependiente del Imperio romano de Oriente, cuyos gobernantes otorgaban títulos imperiales a los gobernantes de Amalfi. Durante los siglos X y XI, Amalfi fue una de las cuatro Repúblicas marítimas que dominaron el comercio marítimo en el mar Mediterráneo entre el final de la Alta Edad Media y el comienzo de la Baja Edad Media.
La ciudad y su territorio fueron originalmente parte del ducado de Nápoles, gobernado por un patricio bizantino, que se convirtió en duque, como aparece de forma documentada en 957. Durante los siguientes años, Amalfi se convirtió en una potencia económica, un centro comercial cuya flota mercante dominó el comercio marítimo italiano y mediterráneo durante un siglo, hasta que la competencia de las Repúblicas marineras de Pisa y Génova acabó por mermar su poder. En 1073 Amalfi fue tomado por el conquistador normando Roberto Guiscardo desde Salerno. Los amalfitanos se rebelaron en dos ocasiones durante los años siguientes contra la dominación normanda, pero nunca más recobraron su independencia.

## Historia
La ciudad de Amalfi fue fundada como puesto comercial durante la dominación romana de la Campania, en 339. El primer obispo fue designado en 596. En 838, la ciudad fue capturada por Sicardo de Benevento, con ayuda de traidores locales, quienes le guiaron a través de las defensas de la ciudad. En 839, Amalfi se liberó de la dominación lombarda y eligió a un magistrado para pronto sería denominado como Prefecto para las labores de gobierno. En dicha elección también participó la cercana villa de Atrani. Más tarde, Amalfi ayudó a la liberación de Siconulfo de Salerno, oponente del Príncipe Sicardo. 
En 897, la República, todavía vasalla del Imperio bizantino, si bien tan solo de manera nominal, fue derrotada por la coalición de los vecinos ducados de Sorrento y Nápoles. En esta derrota, el Prefecto de Amalfi fue capturado y más tarde liberado tras el pago de un cuantioso rescate. En 914, el Prefecto Mastalo I fue elevado al rango de primer magistrado de Amalfi. En 957, el hijo de este, Mastalo II, primer magistrado, es el primer duque que aparece documentado, en 957. Fue asesinado por Sergio I al que le fue otorgado el título imperial de patricio, y que inició su propia dinastía hasta 1073. Entre 981 y 983, la República de Amalfi controló el Principado de Salerno. En 987, el obispado Amalfitano fue elevado al rango de archiepiscopal. Según Ibn Hawqal, viajero árabe que visitó la región en 977, durante el reinado de Manso I (el periodo de máximo esplendor de la república) Amalfi era:

[...] la ciudad más próspera de Lombardía, la más noble, la más ilustre  por su condición, la más rica y opulenta. El territorio de Amalfi es  fronterizo con el de Nápoles, la cual es una bella ciudad, pero menos  importante que Amalfi.
[...] la più prospera città di Longobardia, la più nobile, la più illustre per le sue condizioni, la più agiata ed opulenta. Il territorio di Amalfi confina con quello di Napoli; la quale è bella città, ma meno importante di Amalfi.
Ibn Hawqal (977)

Desde 1034, Amalfi cayó bajo control del Principado de Capua y, en 1039, bajo el control del Principado de Salerno. 
En 1073, Roberto Guiscardo conquistó la ciudad y tomó para sí el título de dux Amalfitanorum (latín: duque de los Amalfitanos). En 1096, Amalfi se rebeló contra el dominio normando, pero la rebelión quedó abortada en 1101. Una segunda revuelta tuvo lugar entre 1130 y 1131, año en que el ejército de Roger II de Sicilia, comandado por el Emir Juan por tierra, y por Jorge de Antioquía por mar, bloquearon y tomaron la ciudad definitivamente. En 1135 y 1137, la flota pisana saqueó la ciudad, poniendo fin a la gloria de la ciudad.
En 1343 un violento maremoto destruyó la ciudad y los "arsenales" donde se construyeron por siglos las barcos de Amalfi; desde entonces Amalfi se redujo a un pequeño pueblo de poca importancia. Desde la unificación del Reino de Italia en 1861, Amalfi ha vuelto a crecer y ahora es un importante centro turístico de fama internacional.

## Nota
1. ↑  Skinner, Patricia (2013). Medieval Amalfi and Its Diaspora, 800-1250 (en inglés). Oxford University Press. p. 118. ISBN 9780199646272.
2. ↑  Grierson, Philip; Travaini, Lucia (1998). Medieval European Coinage (en inglés) 14. Cambridge University Press. p. 68. ISBN 9780521582315.
3. 1 2  Skinner, Patricia (2013). Medieval Amalfi and Its Diaspora, 800-1250 (en inglés). Oxford University Press. p. 51. ISBN 9780199646272.
4. ↑  Prof. Giuseppe Gargano - Origini e storia di Amalfi (en italiano)